# Данилова, Александра Дионисиевна
Алекса́ндра Диони́сиевна (Диони́сьевна) Дани́лова (20 ноября 1903[…], Петергоф, Санкт-Петербургская губерния — 13 июля 1997[…], Нью-Йорк, Нью-Йорк) — русская и американская балерина, балетный педагог. В 1989 году получила престижную награду Центра Кеннеди за достижения в балете.

## Биография
Родилась 20 ноября 1903 года в Петергофе у Дионисия Данилова и Клавдии, в девичестве Готовцевой. В два года оставшись сиротой, она воспитывалась в семье генерала М. И. Батьянова, у своей родственницы, Лидии Мстиславовны Готовцевой, вышедшей замуж за генерала. В возрасте 7 лет, несмотря на определённые возражения со стороны семьи, поступила в Императорское театральное училище при Мариинском театре, после революции переименованное в Государственное балетное училище. Училась у лучших педагогов своего времени (Елизавета Гердт, Ольга Преображенская, Агриппина Ваганова), танцевала в многих детских балетах. Окончила эту школу в 1920 году и была принята в бывший Мариинский театр. Стала солисткой театра в 1922 году. Среди её ролей — Фея бриллиантов («Спящая красавица»), Береника («Египетские ночи»), па-де-труа в балетах «Лебединое озеро» и «Корсар». Станцевала несколько ведущих сольных партий, участвовала в новаторской постановке Ф. В. Лопухова — танцсимфонии «Величие мироздания» (1923), а также исполняла роль Жар-птицы в одноимённом балете Стравинского (именно эта роль помогла ей позднее пройти отбор в балет Дягилева). Именно Лопухов оказал самое значительное влияние на творчество Даниловой. У неё была единственная сестра, Елена, которая пропала без вести во время блокады Ленинграда в 1942 году.
Участвовала в «Вечерах молодого балета», организованных в Петрограде Георгием Баланчивадзе (Джорджем Баланчиным). В 1924 году с группой артистов балета, в которой был и Георгий Баланчин, выехала на гастроли в Западную Европу. После окончания гастролей труппа предпочла не возвращаться в СССР. Сергей Дягилев предложил им вступить в состав его знаменитого Русского балета. Танцевала в балетах Михаила Фокина, Баланчина, Брониславы Нижинской, Леонида Мясина. В актёрском амплуа Данилова была субреткой. Некоторое время (с 1926 года по 1931) была гражданской женой Баланчина.
После смерти Дягилева в 1929 году входила в основной состав двух разных трупп, выступавших под одинаковым названием «Русский балет Монте-Карло»: сначала в антрепризе Р. Блюма и полковника де Базиля, затем в антрепризе Сержа Дэнема, в 1938—1952 годах в США была ведущей солисткой, где ей сопутствовал феноменальный успех. В партнёрстве с Фредериком Франклином были признаны одной из лучших балетных пар XX века. В 1938 году дебютировала в Метрополитен Опере, в балете «Парижское веселье», где исполняла роль Продавщицы перчаток, а в 1944 году впервые выступила на Бродвее в постановке «Песнь Норвегии». В 1940—1950-х годах танцевала во многих труппах как приглашенный артист. Стала гражданкой США в 1946 году. С 1954 по 1956 выступала с собственной балетной труппой «Великие моменты балета».
В последний раз как балерина, она выступила на сцене в 1957 году, в Японии, станцевав в «Раймонде», в 1971 году танцевала пантомиму Королевы в театре Колизеум в Лондоне. В 1958 снялась вместе с Тони Рэндаллом в музыкальной комедии «О, капитан!», а их пятиминутный танцевальный дуэт был назван лучшей частью мюзикла. Фильм не имел коммерческого успеха.
Однажды Данилову спросили: «Вы видели, как замечательно стояла в позе Туманова? Всё стояла, стояла… А вы так можете?» Данилова ответила: «К сожалению, не могу, — я танцую».
Со временем началась вторая часть балетной карьеры Александры Даниловой — в качестве преподавателя и хореографа. С 1964 по 1989 год она работала в школе Американского балета (School of American Ballet) Баланчина в Нью-Йорке. Он нанял её, узнав о сложном материальном положении балерины. В 1972 году для Нью-Йорк Сити балета она организовала постановку романтического балета «Шопениана», в 1974 году она помогла Баланчину в постановке «Коппелии». В 1977 году сыграла небольшую ностальгическую роль тренера в балетной школе в фильме «Поворотный пункт». С 1965 года с разрешения Баланчина проводила семинары и мастер-классы для студентов, которые стали также своеобразным просмотром для танцоров, которые в будущем стали знаменитыми. Её работа в школе Баланчина сыграла значительную роль в популяризации русского балета в США.
Дважды была замужем, в 1934 году за Джузеппе Массера, бизнесменом, который в момент их брака оказался банкротом, а вскоре скончался. В 1941 году — вышла замуж за Казимира Кокича, танцовщика, с которым прожила 7 лет и разошлись из-за пристрастия супруга к алкоголю. Ушла на пенсию в 1989 и незадолго до этого издала книгу воспоминаний под названием «Шура: воспоминания Александры Даниловой». «Шура» — это её прозвище. Её книга, опубликованная в 1986 году, получила премию де ла Торре Буэно (приз, присуждаемый Ассоциацией изучения танца).
В 1994 году ей впервые за много лет удалось побывать на родине.
В её честь назван кратер Данилова, на планете Венера. В 1997 году скончалась в возрасте 93 лет в своём доме, в Манхэттене, похоронена на Оклендском кладбище, неподалёку от Баланчина. Её единственная наследница — падчерица от второго брака, Ким Кокич — передала почти все архивы Даниловой в библиотеку Конгресса США.

## Сочинения
- Choura: The Memoirs of Alexandra Danilova. 1986.

## Фильмография
- 1942 — «Испанская фиеста» (фильм-балет, реж. Жан Негулеско, хор. Леонид Мясин)
- 1958 — «О, капитан!» (музыкальная комедия)
- 1977 — «Поворотный пункт» (Мадам Дахарова)
- 1980 — «Размышления балерины: Александра Данилова», д/ф